# Колачић судбине
Колачић судбине (колачић среће) је хрскави кекс који се обично прави од брашна, шећера, ваниле, и уља са комадом папира. Порука унутар колачића судбине може да садржи прорицање, афоризам, кинеску фразу са преводом или низ срећних бројева. Колачић судбине често се служи као десерт у кинеским ресторанима. У неким државама су јако популарни и постали су део опште културе. Тачно порекло колачића судбине није јасно. У Калифорнији су се појавили са доласком имиграната, а постали су познати почетком 20. века.

### Историја
Колачићи судбине су настали у Јапану, не у Кини или Америци. Најраспрострањеније је мишљење да су колачићи судбине настали у Кини, као последица чињенице да се служе у кинеским ресторанима у Америци. Међутим, у правим кинеским ресторанима нема колачића судбине, нити у Кини постоје историјски подаци о нечем сличном. Колачићи судбине су заправо настали у Јапану. Приликом једног истраживања, Јасуко Накамачи се сусрела са крекером у облику колачића судбине званим "Tsujiura Senbei" који се прави ручно, у пекари близу шинтоистичког храма надомак Кјотоа, у Јапану. Овај "крекер", не само да изгледа као колачић судбине, него и садржи предсказање, "omikuji", и традиционално се продаје у храмовима и светилиштима. Један од најранијих историјских докумената који садржи информације о овом колачићу налази се на слици из 1878. која приказује пекарског шегрта како их прави у пекари. Колачићи судбине се праве од брашна, шећера, ваниле и уља. Оригинална јапанска  верзија се прави на сличан начин, осим што уместо ваниле иде сусам, а уместо путера мисо паста. Такође су традиционално доста већи него данашње верзије које се продају у Америци. Обичај да се у њих ставља парче папира са поруком је био распрострањен у неким регијама Јапана, и те поруке су се најчешће стављале у слаткише. У данашње време то се више не ради.

### Занимљивости
- У Америци су први колачићи судбине садржавали цитате из Библије или афоризме Конфучија, Бен Френклина, Езопа и сл.

- Све до 1940-их година, колачићи судбине су били познати као "чајни колачи судбине".

- Едвард Луи је изумео прву машину за преклапање колачића судбине, што је у то време омогућило масовну продају истих. Пре тога, све се правило ручно.

- 1980-их доктор Јонгсик Ли изумео је прву аутоматску машину за прављење колачића судбине. Она ради тако што се тесто испумпава у мале калупе у којима се пече. Након пар минута печења, порука се поставља на тесто. Затим се колачић преклопи у свој карактеристични облик. Након тога, колачићи се хладе и пакују.

- Chop suey, фраза која значи "поломити на много делова", сматра се да је кинески изум настао у Америци. Међутим, то није тачно. Израз је заправо настао у Таишану, у Гуангдонг провинцији у Кини.

- Фраза "међу чаршавима" или "у кревету" се често додаје на крају порука унутар колачића судбине како би порука била духовитија.

- Око 3 милијарде колачића судбине поједе се годишње широм света, а највећи део у Америци. Највећи произвођач, Вонтон фуд (Wonton Food), са центром у Њујорку, производи око 4,5 милиона колачића дневно.